# Sylvester Turner

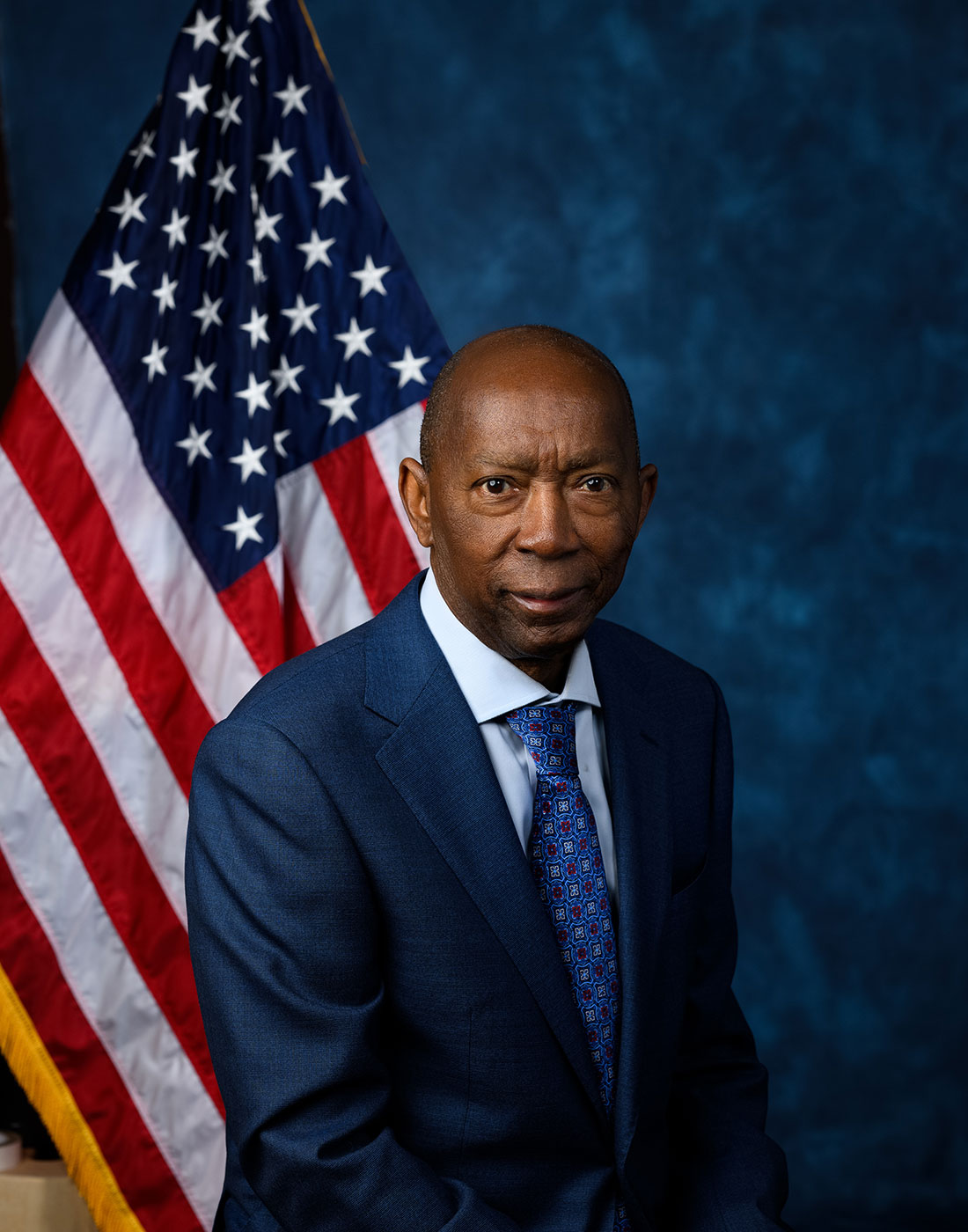
Sylvester Turner (2025)

Sylvester Turner (* 27. September 1954 in Houston, Texas; † 5. März 2025 in Washington, D.C.) war ein US-amerikanischer Politiker der Demokratischen Partei. Von 2016 bis 2024 war er Bürgermeister seiner Heimatstadt Houston. Seit Januar 2025 gehörte er dem Kongress der Vereinigten Staaten an.

## Frühe Jahre
Turner wurde 1954 in Houston als sechstes von neun Kindern und als Sohn eines Malers und eines Zimmermädchens geboren. Er besuchte die Klein High School und absolvierte anschließend an der University of Houston ein Studium der Politikwissenschaften, das er als Bachelor of Arts erfolgreich abschloss. Zusätzlich schloss er ein Jurastudium an der Harvard Law School mit dem Juris Doctor ab. Direkt im Anschluss arbeitete er als Anwalt und gründete schließlich 1983 seine eigene Anwaltskanzlei Barnes & Turner. Neben seiner Arbeit als Anwalt unterrichtete er auch an der Thurgood Marshall School of Law in Houston.

## Politische Karriere

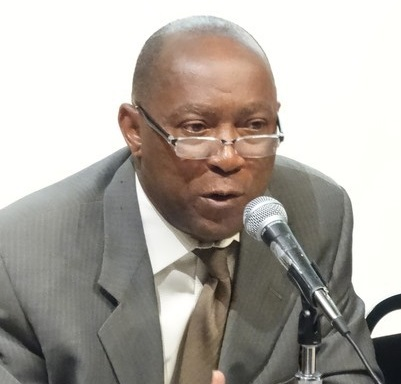
Sylvester Turner (2015)

Seine politische Karriere begann 1984, als er für das Amt des Harris County Commissioner kandidierte, aber verlor. Vier Jahre später wurde er in das Repräsentantenhaus von Texas gewählt und vertrat dort den District 139 im Harris County. Diesen Sitz hatte er bis 2016 inne. Bereits 1991 und 2003 bewarb er sich um das Amt des Bürgermeisters von Houston, verlor jedoch beide Mal gegen andere Kandidaten. Erst 2015 konnte er sich gegen den republikanischen Herausforderer Bill King mit knapp 51 Prozent der Stimmen durchsetzen und damit die Nachfolge der wegen einer Amtszeitbegrenzung nicht mehr kandidierenden Annise Parker antreten.
Als nach den Vorwahlen zur Wahl 2024 die als demokratische Kandidatin aufgestellte Abgeordnete Sheila Jackson Lee starb, stellte die Parteiführung Turner als Ersatz für die Wahl zum 119. Kongress auf. Er konnte im November die Wahl im 18. Kongresswahlbezirk gewinnen. Seit Januar 2025 gehörte er dem Kongress an. Nach etwa zwei Monaten seiner Legislaturperiode starb Turner im März 2025 im Alter von 70 Jahren. Gouverneur Greg Abbott setzte die Nachwahl für den 4. November an, was den Sitz sieben Monate unbesetzt hält.

## Privatleben
Turner war von 1983 bis 1991 mit Cheryl Turner verheiratet, mit der er eine Tochter bekam.